# مارکو دی وایو
مارکو دی وایو (به ایتالیایی: Marco Di Vaio) بازیکن فوتبال و اهل ایتالیا است که از سال ۲۰۰۱ میلادی عضو تیم ملی فوتبال ایتالیا بوده و در ۱۷ بازی ملی حضور داشته‌است. او در بازی‌های ملی‌اش ۲ گل به ثمر رساند.